# هث (آرکانزاس)
هث (به انگلیسی: Heth) یک منطقهٔ مسکونی در ایالات متحده آمریکا است که در شهرستان سنت فرانسیس، آرکانزاس واقع شده‌است. هث ۶۱٫۸۸ متر بالاتر از سطح دریا واقع شده‌است.